# Sensation in San Remo
Sensation in San Remo ist ein deutscher Revuefilm von Georg Jacoby aus dem Jahr 1951. Die Hauptrollen sind mit Marika Rökk und Peter Pasetti besetzt.

## Handlung
Familie Feldmann steckt in finanziellen Schwierigkeiten: Weil die Bank ihr den Kredit gekündigt hat, muss sie innerhalb kürzester Zeit 20.000 Mark aufbringen, um die Hypothek abzuzahlen. Ansonsten droht der Verlust des Hauses. Professor Feldmann, seine Frau und die Kinder Cornelia, Barbara und Ernst sind verzweifelt, zumal Barbara und Ernst nun ihr Studium abbrechen müssten und Cornelia als Sportlehrerin im Mädcheninternat Haus Sonneneck auch nicht genug verdient. Dort macht sie regelmäßig Überstunden. Nach ihrer Arbeit sucht sie zudem jeden Tag die kranke Frau Mückebein auf, die sich in einem Sanatorium aufhält. Eines Tages erscheint Cornelias Vorgesetzter Direktor Koch bei ihr zuhause, weil sie den Bibliotheksschlüssel des Internats mitgenommen hat. Barbara bietet an, den Schlüssel bei Cornelia im Sanatorium zu holen, doch weiß man dort weder von Cornelia noch von einer Frau Mückebein. Am nächsten Tag folgt Barbara ihrer Schwester heimlich und ist überrascht, dass diese im Abendkostüm in der Nachtbar Musette verschwindet. Dort tritt Cornelia unter dem Namen „Corrie Walden“ als Sängerin auf. Barbara ist begeistert und lässt sich im Nachtlokal als Zigarettenverkäuferin engagieren. Vor ihrem Vater behauptet sie, als Nachtschwester im Sanatorium zu arbeiten.
Im Musette lernt Cornelia den Komponisten Robert Valenta kennen, dessen Lieder sie singt. Er will mit ihr auf große Tournee gehen und sie zu einem Star machen und ist irritiert, als Cornelia sein Angebot ausschlägt. Weder ihre Eltern noch ihre Kollegen dürfen etwas von ihrem Doppelleben erfahren. Als eines Tages im Musette Pelze und andere Wertgegenstände gestohlen werden, kündigt die Polizei eine Passkontrolle der Angestellten an. Weil so ihr Doppelleben bekannt werden würde, flieht Cornelia heimlich. Für Robert gilt sie nun als Diebin, doch wiederholt er sein Angebot, sie mit auf Tournee zu nehmen. Er hat in Kürze einen Auftritt bei dem Internationalen Wettbewerb der Tanzkapellen Sensation in San Remo an der Riviera. Nach einigem Zögern stimmt Cornelia zu, ihn als Sängerin zu begleiten, behauptet vor ihren Eltern jedoch, zu einer Urlaubsfahrt eingeladen worden zu sein.
In San Remo werden Robert die Koffer gepfändet, weil er Steuerschulden im Land hat. Cornelia kann einen der Koffer heimlich an sich nehmen, der jedoch nur Kompositionen Roberts enthält, die bisher von Verlegern und Produzenten abgelehnt wurden. Cornelia gefallen die Stücke und so probt sie die Lieder einer Revue ein. Um Roberts Annäherungsversuche abzuwehren, gibt sie sich als verheiratet aus, verliebt sich kurz darauf allerdings in ihn und beide werden ein Paar. Cornelia übernimmt Roberts Finanzen und bald fehlt nur noch der Gewinn von Sensation in San Remo, damit Robert schuldenfrei ist. Am Tag des Wettbewerbs trifft Cornelia im Auftrittshotel auf Direktor Koch. Sie gibt sich als Urlauberin aus und sagt Robert den Auftritt ab. Weil Robert so seine gesamte Anmeldung zurückzieht, entscheidet sich Cornelia um und singt beim Festival. Sie und Robert gewinnen den ersten Preis und die Produzenten reißen sich nun um Roberts Werke und die Sängerin „Corrie Walden“. Auf Drängen von Direktor Koch, der San Remo nicht für einen guten Aufenthaltsort für junge Frauen ansieht, muss Cornelia noch am Tag des Wettbewerbs zurück nach Hause fahren. Erst mithilfe eine Privatdetektivs kann Robert sie wiederfinden. Obwohl sie ihre Arbeitsstelle riskiert, stimmt Cornelia am Ende zu, in Roberts neuer Revue aufzutreten. Ihre Gewissensbisse teilt sie ihrer Schwester mit, die an Tante Emma, eine Leserbrief-Rubrik in ihrer Zeitung schreibt, die stets Rat auf alle Fragen weiß. Sie ahnt nicht, dass sich hinter der stets klugen Tante Emma ihr eigener Vater verbirgt, der so ein wenig Geld dazuverdient. Er weiß nun, dass Cornelia als Revuesängerin arbeitet, und überredet seine Frau, mal wieder ins Theater zu gehen. Auch Barbara und Ernst sind bei der Premiere der Revue im Publikum. Als Professor Feldmann in der Pause scheinbar empört Cornelias Garderobe aufsucht, löst sich alles in Wohlgefallen auf. Er gesteht, dass er Tante Emma ist und eigentlich nur einen Wunsch hat: dass Cornelia Robert heiratet. Da beide das sowieso vorhatten, kommt es zu einem guten Ende, und auch die Revue wird ein großer Erfolg.

## Produktion, Veröffentlichung
Sensation in San Remo beruht auf einer Filmnovelle von Curt J. Braun. Der Film wurde unter den Arbeitstiteln Glück im Spiel und Liebe – etwas verrückt ab 9. April 1951 im Atelier Hamburg-Bendestorf gedreht. Die Außenaufnahmen entstanden an der Italienischen Riviera, u. a. in San Remo. Die Kostüme schuf Trude Ulrich, die Filmbauten stammen von Erich Kettelhut. Kamera-Assistent des Films war Joachim Hasler.
Der Film erlebte am 6. September 1951 im Düsseldorfer Apollo seine deutsche Erstaufführung. Kurz nach dem Kinostart musste eine Szene aus dem Film entfernt werden, in der Marika Rökk auf einem Tisch Charleston tanzt, während um sie herum die Sittenkommissare kritisch reagieren. Kurt Jooss hatte vor Gericht nachweisen können, dass die Szene zu nah an seinem in den 1930er-Jahren gezeigten Tanzdrama Der Grüne Tisch angelehnt ist. Marika Rökk war beim Erscheinen des Films bereits 38 Jahre alt, ihr von Ewald Balser gespielter Filmvater war 1951 gerade 53 Jahre alt, sodass der tatsächliche Altersunterschied zwischen Film-Vater und Film-Tochter gerade einmal 15 Jahre betrug.
Die Liedtexte im Film schrieb Hans Fritz Beckmann. Es spielen die Kapelle Juan Llossas, die Kapelle Cab Caye und das Tanz- und Unterhaltungsorchester des Nordwestdeutschen Rundfunks. Marika Rökk singt im Film die Lieder Lass doch mal den kleinen Otto ran, Signor, ich bin eine Signora, Ich träume von der großen Liebe, Wir tanzen wieder Charleston und Du bist der Erste.

## Kritik
Für den film-dienst war Sensation in San Remo „opulent ausgestattet, aber zäh in der Handlung und mangelhaft in der Farbdramaturgie“. Der Film sei aufgrund der tänzerischen Darbietungen Marika Rökks dennoch ein „weitgehend unterhaltsamer Revuefilm“. „Kassenspekulativer, auf mittleren Geschmack zugeschnittener Revue-, Musik- und Liebeleifilm in Agfacolor“, fasste Der Spiegel zusammen.
DamalsKino stellt ab auf den Zeitgeist in der Bundesrepublik im Jahre 1951, in dem die Moral fünf Jahre nach Kriegsende „höchst prüde und zudem verklemmt“ gewesen sei. Unter diesen „prächtigen Umständen“ sei die „gänzlich auf Marika Rökk zugeschnittene und zugleich auf gute Kasse spekulierende ‚Sensation in San Remo‘“ ein Film, der „wie die Faust auf’s Auge in die Anfangsfünfziger“ passe. Die „Ansprüche an die Filmkunst“ seien „nicht besonders hoch“ gewesen in dieser Zeit, „und als Vehikel für den Auftritt von Marika Rökk taug[e] der Streifen allemal“.